# The Last Face
The Last Face is een Amerikaanse film uit 2016, geregisseerd door Sean Penn. De film ging op 20 mei 2016 in première op het filmfestival van Cannes in de competitie voor de Gouden Palm.

## Verhaal
Een hulpverleenster (Charlize Theron) bij een humanitaire organisatie is werkzaam in Afrika in een regio waar veel geweld en politiek conflicten zijn. Ze wordt verliefd op een charismatische dokter (Javier Bardem). Ze moeten een keuze maken tussen de romantiek of hun levenswerk als hulpverlener.

## Rolverdeling
| Acteur              | Personage       |
| ------------------- | --------------- |
| Charlize Theron     | Wren            |
| Javier Bardem       | Miguel Leon     |
| Adèle Exarchopoulos | Ellen           |
| Jean Reno           | Dr. Love        |
| Jared Harris        | Dr. John Farber |

## Productie
In april 2014 werd aangekondigd dat Sean Penn de film zou regisseren, met Charlize Theron en Javier Bardem in de hoofdrollen. De filmopnames gingen van start in augustus 2014 in Cape Town, Zuid-Afrika.